# Julián Lobera y Valtierra
Julián Lobera y Voltierra (Munébrega,  ?- 1435) fue un religioso español nombrado cardenal por el antipapa de Aviñón Benedicto XIII.

## Biografía
Lobera y Voltierra estudió en la universidad de Lérida. Fue canónigo en Tarazona y  Calatayud y rector de la universidad de Lérida. El obispo Fernando Pérez Calvillo lo nombró vicario general de Vic, cuando fue nombrado obispo de Tarazona. En 1404 Lobera fue nombrado administrador de Tarazona. El antipapa Benedicto XIII la encargó buscar soluciones para cuadrar el presupuesto de la tesorería de la diócesis. En 1411 fue nombrado canónigo en Mallorca y ejerció las funciones de camerlengo para el antipapa.
Lobera fue creado cardenal el 22 de mayo de 1423 por el antipapa Benedicto XIII. Participó en el cónclave de 1423, donde votó a favor del pseudo-cardenal Domingo de Bonnefoi, que no fue elegido. Lobera fue apresado por el ganador, Clemente VIII, y, tras ser liberado, se somete al legado del papa Martín V.
- Datos: Q3189096